# Lycée Sainte-Marie-Madeleine de Breslau

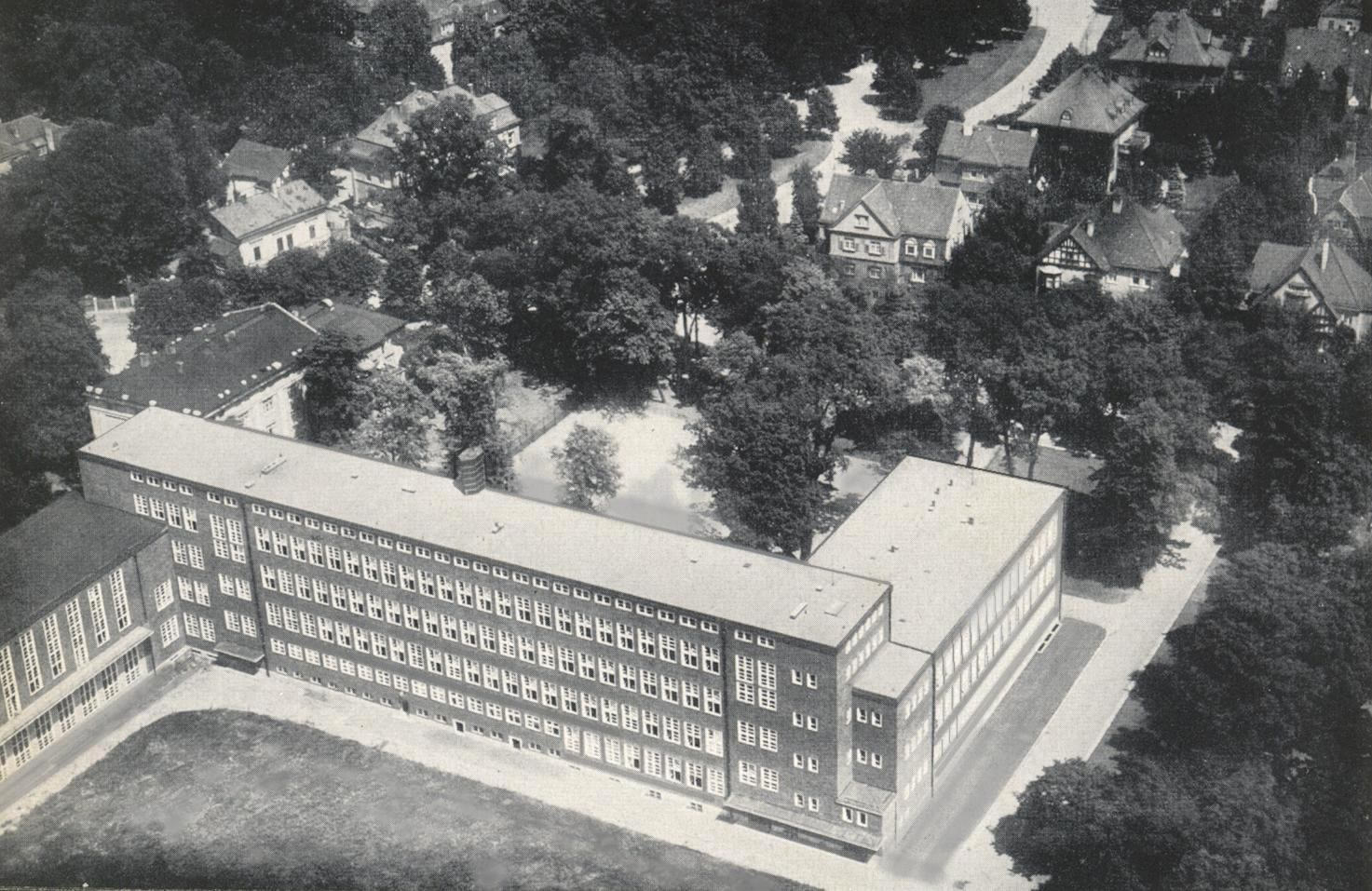
Vue aérienne en 1929.

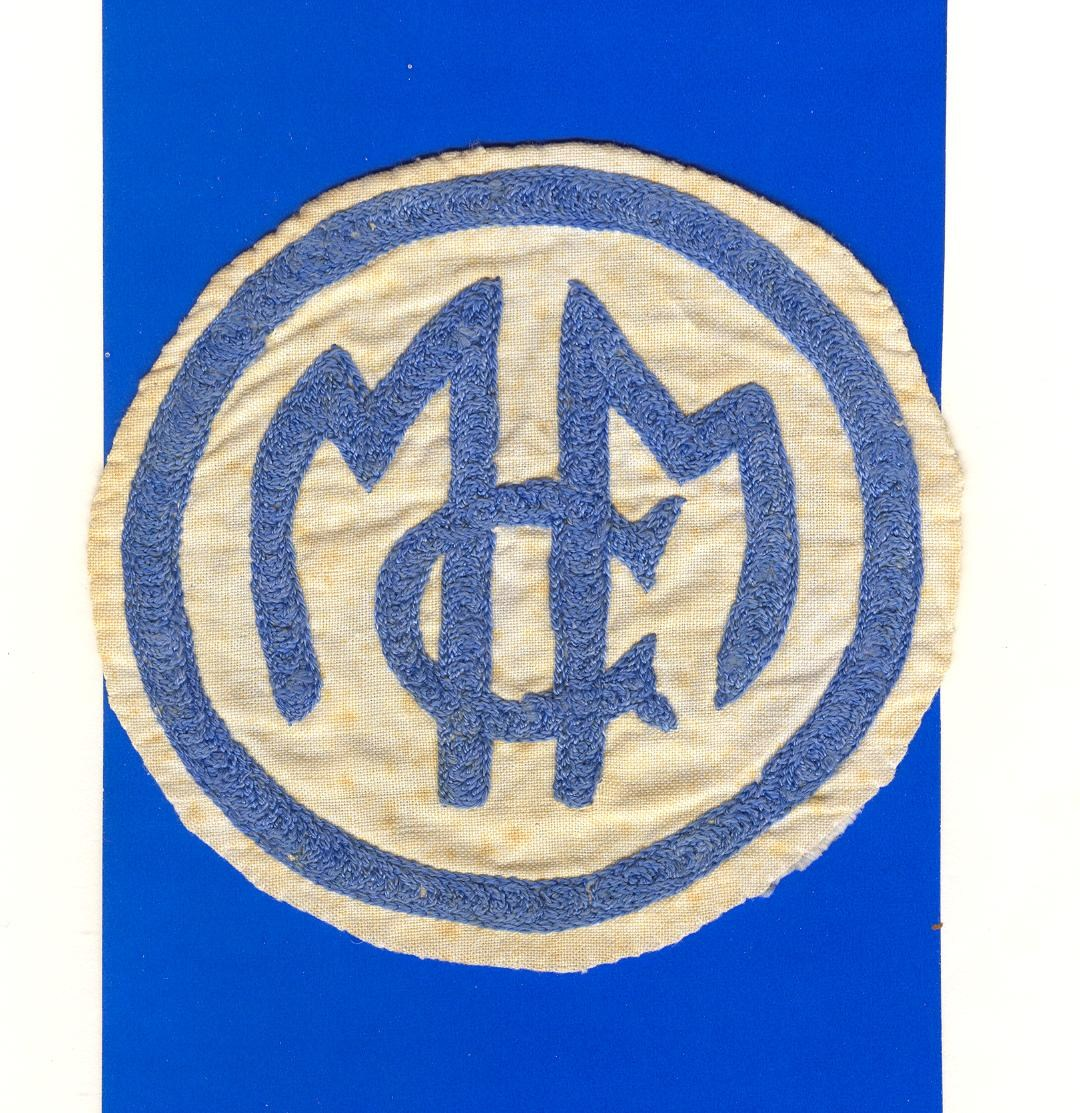
Écusson du maillot de sport du Gymnasium (années 1930).

Le lycée Sainte-Marie-Madeleine de Breslau, ou de son nom officiel Gymnasium zu St. Maria Magdalena — littéralement : gymnase Sainte-Marie-Madeleine, Gymnasium étant l'équivalent à peu près du petit et grand lycée classique en français — est un établissement d'enseignement pour garçons qui fut le plus prestigieux de toute la Silésie. Il se trouvait à Breslau en Allemagne (aujourd'hui en Pologne) et fut en activité de 1267 à 1945. Il a été remplacé par un lycée polonais en 1946. Le Maria-Magdalenen-Gymnasium comptait parmi les écoles les plus anciennes de l'espace germanophone.

## Historique

### Fondation en 1267
Breslau est reconstruite en 1242 après avoir été presque totalement détruite par les hordes tataro-mongoles en 1241. Elle adopte le droit de Magdebourg la même année. Vingt-cinq ans plus tard, les bourgeois de Breslau décident de la fondation d'une école latine qui est effective le 12 février 1267. L'initiative de la bourgeoisie, des bourgmestres et du conseil de la ville à l'origine de la fondation de l'école auprès de la paroisse Sainte-Madeleine (paroisse fondée en 1230) est confirmée par le cardinal-légat Guido, qui précise : « infra muros civitatis Vratislaviensis juxta ecclesiam sancte Maria Magdalene scole fiant ». Celle-ci prend de plus en plus d'importance au fur et à mesure de l'accroissement de la ville. Une autre école latine est fondée auprès de la paroisse Sainte-Élisabeth en 1293.
Au milieu du XVe siècle, l'humanisme prend le dessus et les auteurs classiques sont étudiés en plus des sujets traditionnels de la scholastique qui prennent moins d'importance. Au siècle suivant, la Réforme intervient. Les bourgmestres choisissent à l'unanimité Johann Heß (de) (1490-1547) comme pasteur luthérien de l'église Sainte-Madeleine. Il est en rapport avec Melanchthon et il a aussi la responsabilibité de l'école. Ambrosius Moibanus (de) en devient le directeur et promulgue un nouveau règlement en 1528. Il est établi que désormais le conseil de la ville choisit aux voix le recteur et les enseignants. La langue latine est toujours au cœur de l'enseignement et toutes les matières du primaire et du secondaire sont enseignées dans cette langue. Martin Helwig (en), originaire de Neisse, prend la suite de Moibanus en 1552. Il se distingue non seulement par sa connaissance approfondie des langues anciennes et des mathématiques, mais aussi par sa première carte de Silésie qui date de 1561 et que l'historien de Silésie, Christian Runge, qualifie de « mère de toutes les chartes de Silésie » en 1738. Petrus Vincentius (de) rédige le nouveau règlement en 1570. Le conseil de la ville ordonne qu'il soit écrit en allemand.

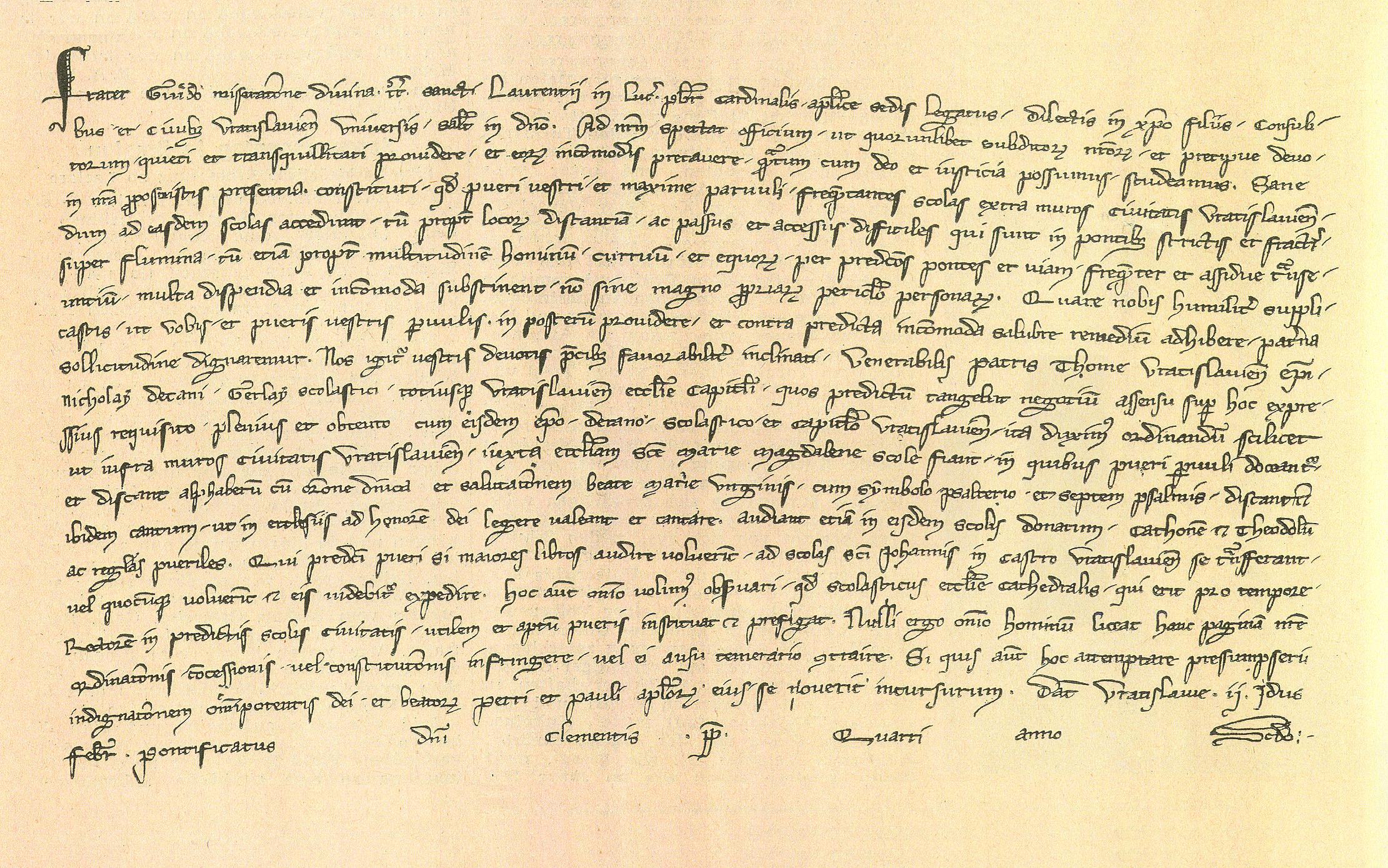
Charte de fondation de l'école Sainte-Marie-Madeleine signée par le cardinal Guido.
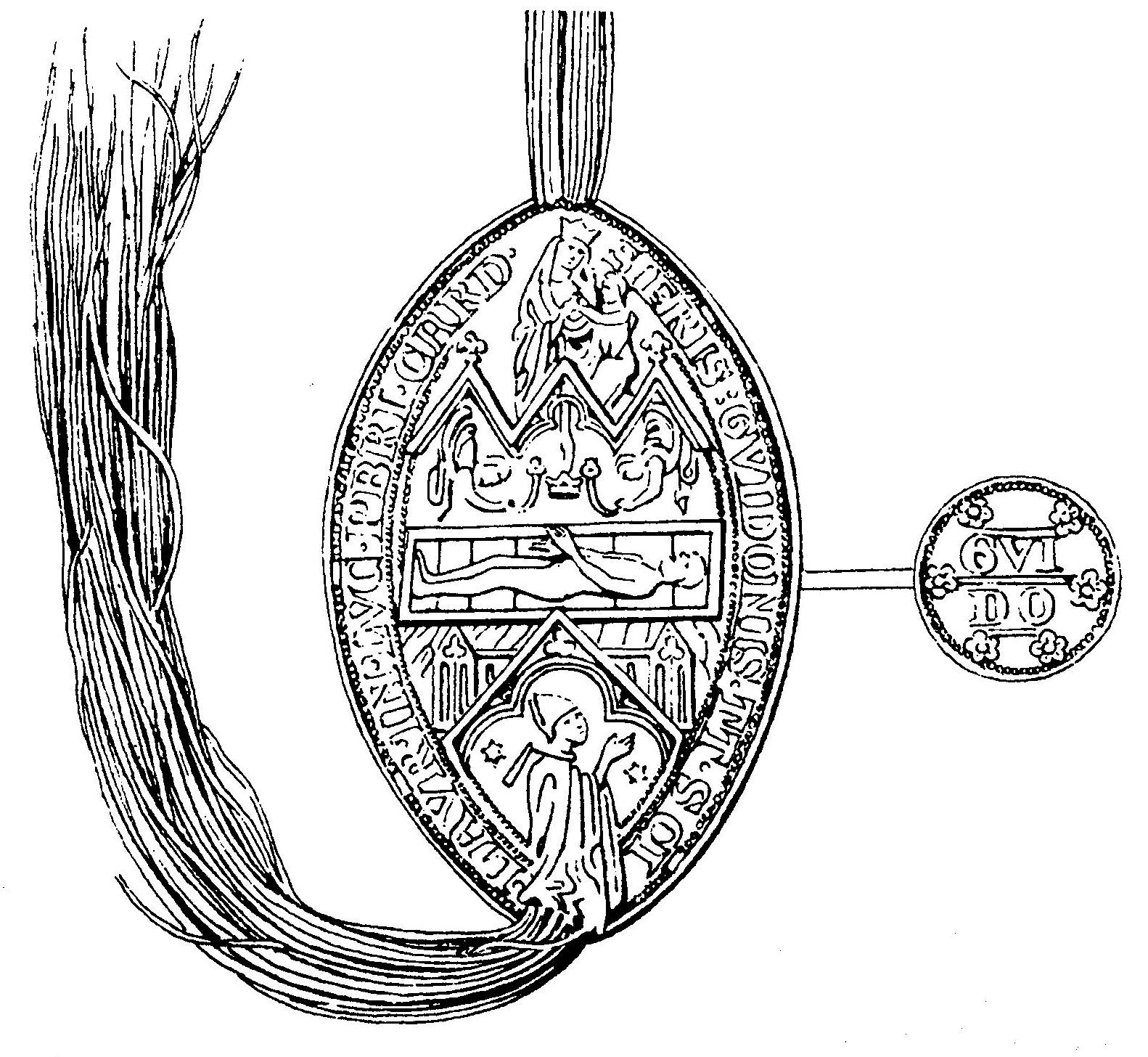
Sceau de la charte de fondation.
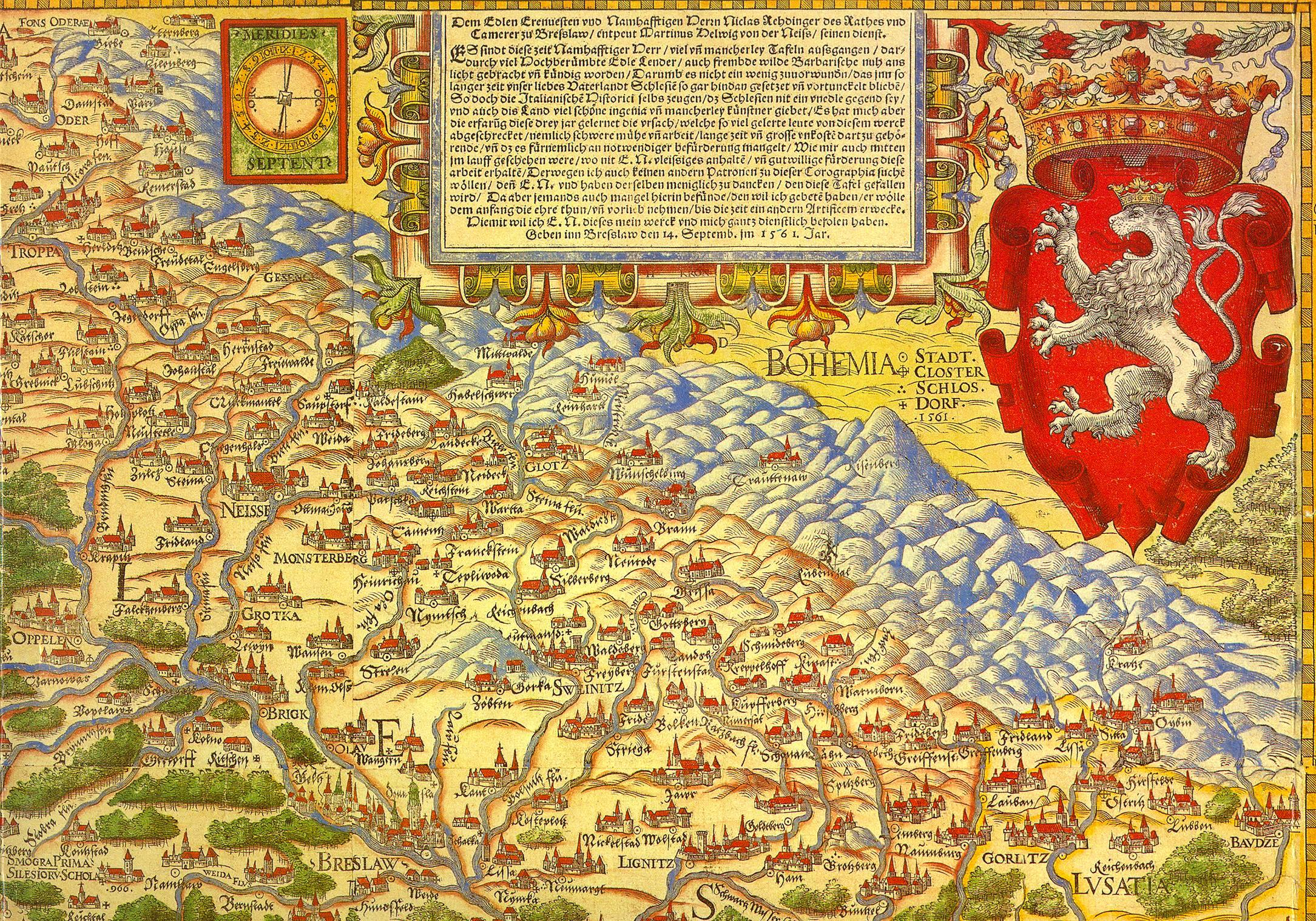
Carte de Silésie dessinée par Martin Helwig (en).

Johannes von Höckelshoven devient recteur en 1598. C'est à son époque que le futur poète Martin Opitz est envoyé ici par ses parents pour poursuivre ses études à partir de 1614. Sous le rectorat de Jeremias Poll (1617-1621), l'école atteint le nombre de huit cents élèves, et sa renommée est grande. L'épidémie de peste de 1625 oblige l'école à fermer ses portes pendant six mois. Il en est de même pendant l'année 1633. Heinrich Klose prend la direction de l'école en 1637.

### Élevée au statut de Gymnasium en 1643

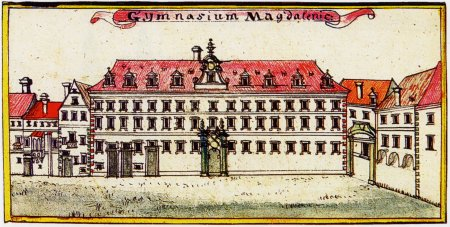
Le Gymnasium dans le bâtiment construit en 1710 par Friedrich Bernhard Werner.

C'est en avril 1643, sous le rectorat de Klose, que l'école est élevée au rang de Gymnasium par ordre de l'empereur Ferdinand III. Klose dirige encore l'établissement pendant les huit années suivantes. Le nombre de huit cent-quarante élèves est atteint en 1643. Des concours publics d'éloquence sont donnés autour de sujets touchant à la civilisation chrétienne, à la culture antique et à l'histoire de la ville. Des représentations dramatiques sont données devant la bonne société de la ville. Le théâtre est une partie importante de l'enseignement comme dans d'autres collèges d'élite de l'Europe de l'époque. Le nom des élèves qui interprètent les rôles figure dans les programmes imprimés. Johann Christian Hallmann ou Daniel Caspar von Lohenstein y ont accompli leurs études.
« ...il y avait au Maria-Magdalena-Gymnasium un célèbre théâtre d'école baroque (...) on y représentait des pièces de dramaturges de Breslau comme les auteurs baroques Johann Christian Hallmann ou Lohenstein dont on jouait quelques-uns de ses drames. Lohenstein et Hallmann qui montaient aussi sur scène écrivaient des œuvres qui illustraient la vie de martyrs ou de tyrans spécialement pour le théâtre de l'école. La technique de scène et les nombreux accompagnements musicaux que Johann Christian Hallmann permettait de présenter devant le public par ses drames pleins d'effet recherchaient à atteindre l'idéal de l'époque baroque d'un art universel. »
Christian Gryphius (de) (1649-1706), fils du poète Andreas Gryphius, dirige l'école de 1686 à sa mort. Le futur philosophe Christian Wolff y étudie de 1688 à 1699 et fait l'éloge de ses professeurs dans ses souvenirs.
Christian Stieff, élève remarquable de Christian Gryphius, est originaire de Liegnitz, où son père est maître-boulanger. Après ses études à Leipzig, Christian Stieff retourne en 1706 à Breslau pour devenir professeur au Maria-Magdalenen-Gymnasium de sa jeunesse. Il en devient recteur en 1717 (jusqu'en 1734). C'est lui qui introduit au Gymnasium l'étude de la préhistoire, tandis qu'il fonde à Breslau une société savante de préhistoire et de sciences naturelles. Stieff est en relation avec de nombreux érudits et scientifiques de divers États souverains d'Allemagne ou d'Europe. Il est nommé membre extérieur de l'Académie des sciences de Berlin.
Les recteurs avaient demandé depuis longtemps à la ville la permission d'agrandir l'école. Elle leur est donnée en 1710 et un nouveau bâtiment - avec internat - est construit du côté sud de l'église Sainte-Madeleine. C'est en 1736 que le nouveau règlement introduit l'usage de la langue allemande dans les grandes classes. Une section moderne (Realschule) est fondée en 1766 avec - outre l'allemand - l'étude de quatre langues vivantes étrangères, les mathématiques pratiques, la géographie, la comptabilité et l'agronomie. Les élèves pouvaient aussi apprendre l'escrime, la gravure sur verre ou bien la danse. Friedrich von Gentz fréquente l'école à cette époque. Il se souvient d'un changement de mentalités dû à l'introduction de nouvelles matières et au manque d'union de la part des professeurs en ce qui concernait le maintien de la discipline, plus relâchée, parmi les élèves.

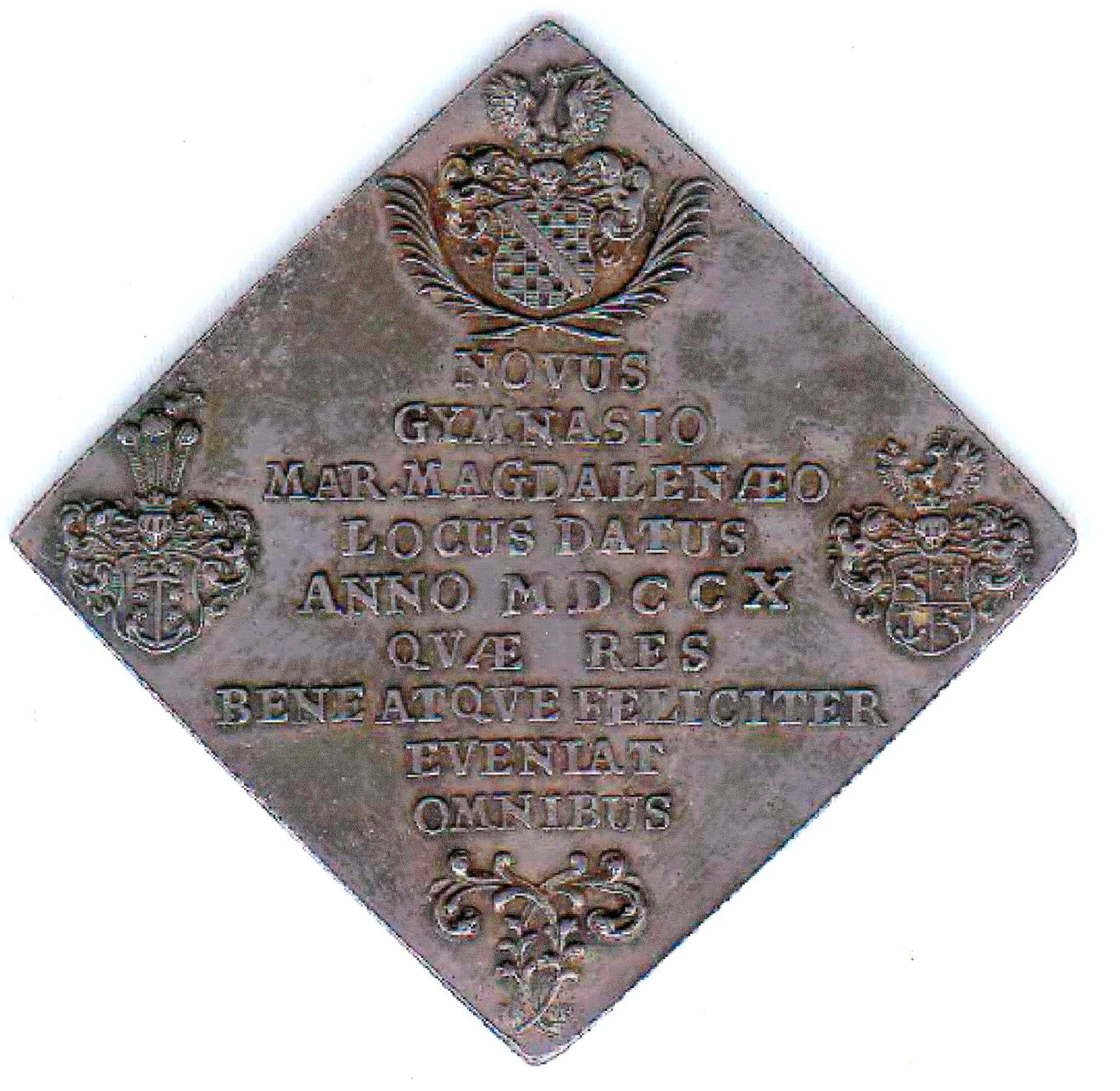
Médaille de la construction du nouvel édifice de 1710 (avers).
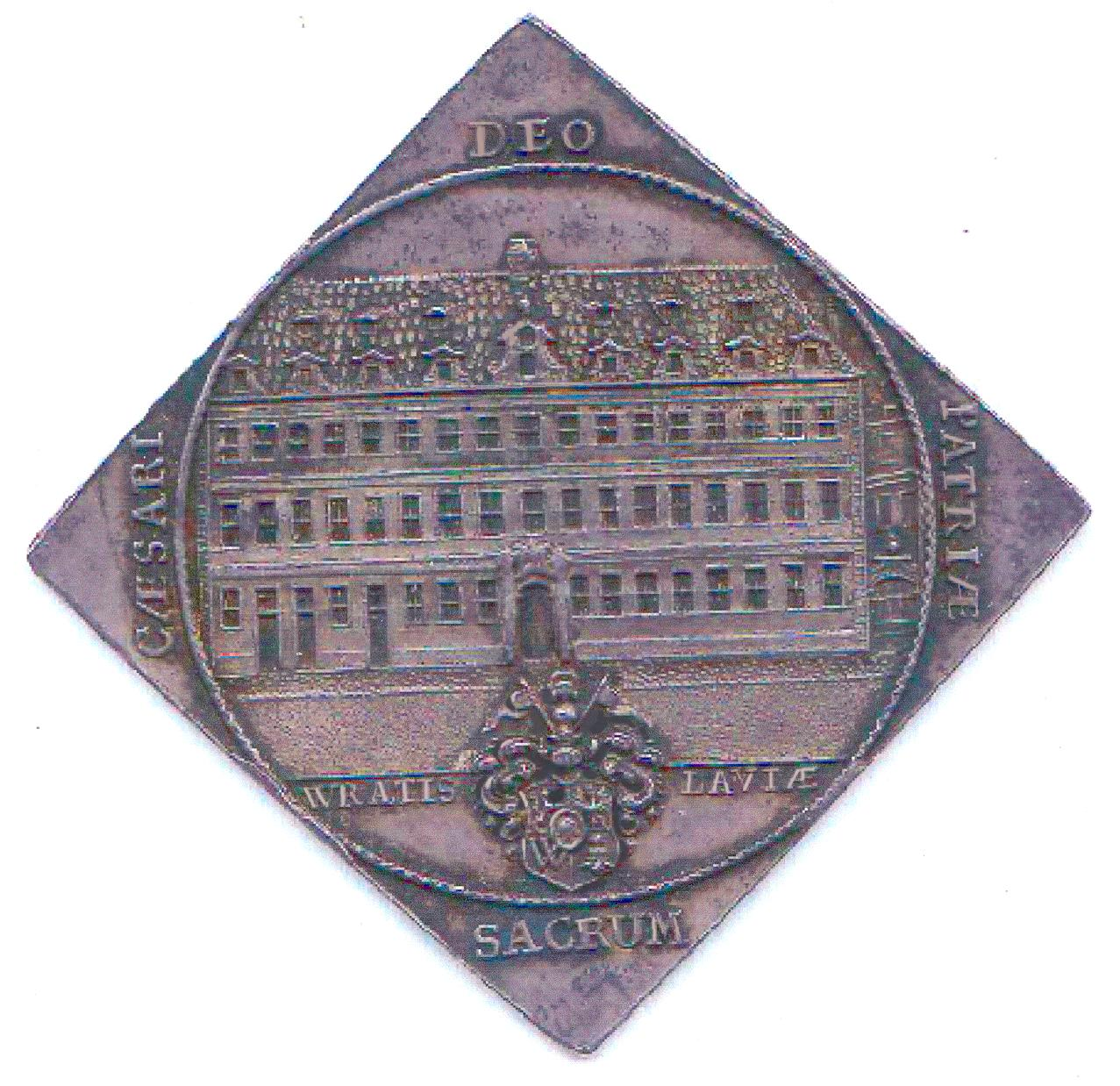
Médaille de la construction du nouvel édifice de 1710 (revers).

### Développement auXIXesiècle
Johann Kaspar Friedrich Manso (1760-1826), originaire de Gotha, est nommé pro-recteur en 1790. Il trouve l'établissement dans un état pitoyable et s'emploie tout de suite à le relever. Il est nommé recteur en 1793 et le demeure pendant trente-trois ans, jusqu'à sa mort. C'est un historien distingué, spécialement historien de littérature. Il se fait connaître comme traducteur et esprit critique des lettres de son époque (le combat des Xéniens avec Goethe et Schiller) et sa réputation est grande à Breslau et en Silésie. L'on doit aussi retenir les noms de Friedrich Wilhelm Riemer (futur secrétaire de Goethe), Karl von Holtei, Gabriel Valentin, August Kopisch, ou August Tholuck (futur théologien) qui sont élèves sous son rectorat. Manso donne aussi des cours publics à l'université qui sont suivis entre autres par Joseph von Eichendorff, écrivain romantique.
Parmi les successeurs de Manso, Karl Schönborn (1803-1869) dirige le Gymnasium pendant trente-et-un ans à partir de 1834. C'est une figure fort respectée de la ville et autant appréciée des parents que des élèves qui comptent de futures personnalités, telles que Paul Ehrlich (futur immunologiste), Wilhelm Foerster (futur astronome et physicien), Carl Hintze (de) (futur minéralogiste), Curt von Prittwitz und Gaffron (futur amiral), Ludwig Kiepert (futur mathématicien), Ferdinand Cohn (futur botaniste et microbiologiste). Le futur révolutionnaire juif socialiste Ferdinand Lassalle y étudie de 1835 à 1840.
En 1866, le Gymnasium compte 1 063 élèves répartis dans vingt-et-une classes pour trente-trois professeurs. Un nouveau bâtiment est construit en 1869 pour remplacer l'ancien devenu vétuste. Le nombre d'élèves par classe est limité à trente.
Sous la direction d'Otto Heine (1869-1883), puis d'Adolf Möller (1883-1906) figurent comme élèves Eberhard Gothein (1853-1923, économiste), Albert Neisser (1855-1916, dermatologue), Oscar Troplowitz (1863-1918, pharmacologue), Georg von Arco (1869-1940, physicien), Otfrid Foerster (de) (1873-1941, neurologue), Christian Morgenstern (1871-1914, poète), ou Friedrich Kayssler (1874-1945, acteur et homme de lettres).
Le Johannesgymnasium (1872) et d'autres écoles ouvrent au tournant du siècle. En 1912, il y avait à Breslau comme établissement récemment inaugurés deux lycées de sections modernes (Realgymnasium), une école secondaire supérieure technique, et trois écoles secondaires techniques. Il n'y a plus que quatre cent-trente-trois élèves en 1912 au Maria-Magdalenen-Gymnasium.

### Jusqu'en 1945

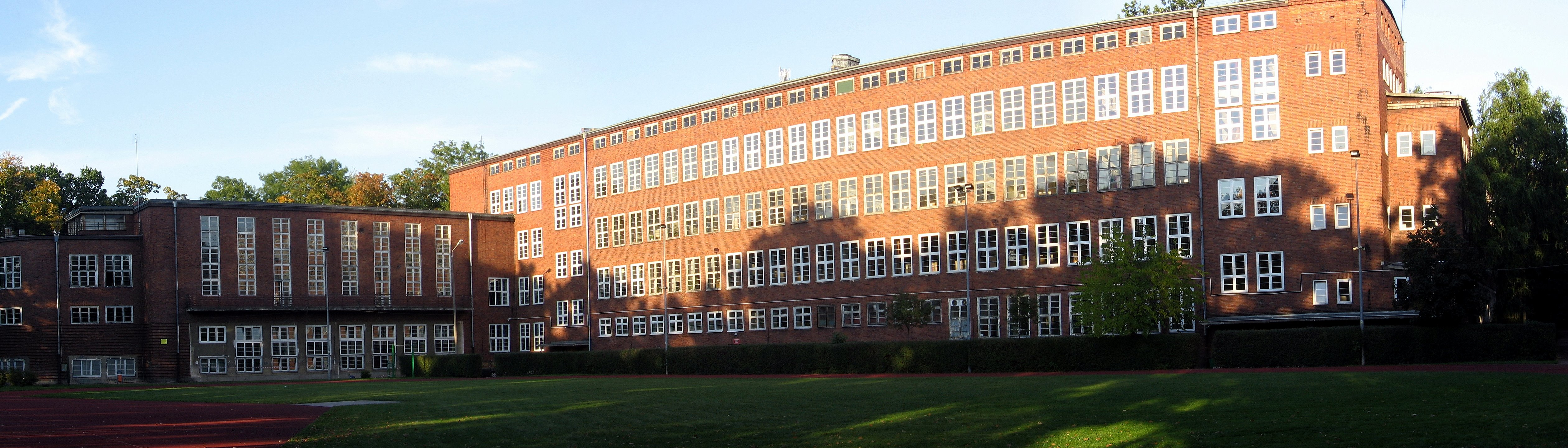
Le nouveau bâtiment de 1929, photographié en 2007.

Après la Première Guerre mondiale, le nouveau recteur, Konrad Linder (professeur au Gymnasium de 1910 à 1924, puis recteur), décide de déménager les locaux de l'école dans un nouveau quartier vert de Breslau et de faire édifier des bâtiments fonctionnels et modernes. Il est inauguré en septembre 1929.
À l'époque du national-socialisme, l'établissement tente de préserver son caractère humaniste et chrétien, comme le souligne Karl Kolde, ancien élève, en 1985. Cependant l'historien Fritz Stern, juif baptisé dans la confession luthérienne-évangélique, est le dernier élève d'ethnie juive à quitter l'établissement en 1938, qu'il avait fréquenté depuis 1936. Il se souvient de remarques antisémites d'un professeur de mathématiques. Konrad Linder, qui avait été obligé d'adhérer au NSDAP, lui déclare en lui faisant ses adieux : « j'espère que vous savez que je me suis toujours efforcé de vous rendre la vie la meilleure possible ici. » Ce à quoi l'élève répond : « non, je ne l'ai pas remarqué. »
L'ancien élève Adalbert Seipolt (de) (qui fut plus tard prieur de l'abbaye de Metten) affirme qu'en comparaison avec d'autres établissements où l'influence de la Hitlerjugend formée par l'État était forte, celle-ci était marginale au Maria-Magdelena-Gymnasium. Le catéchisme catholique ou protestant - interdit ailleurs - était enseigné jusqu'en 1944, ce qui était une exception notable à l'époque à Breslau.
Le comte Michael von Matuschka met ses fils au Gymnasium en 1944. La même année, il est pendu pour avoir participé au complot du 20 juillet 1944. Selon l'un des fils, Mario von Matuschka, « Konrad Linder qui connaissait tout le monde s'est montré aimables envers nous, ce qui a rassuré notre mère », dont la famille est alors considérée comme ennemie de l'Allemagne.
L'école est fermée en janvier 1945. L'Armée rouge avance dans la région et les civils sont évacués. La forteresse de Breslau s'apprête à vivre ses derniers jours. Le Gymnasium est transformé en hôpital militaire de l'Armée de l'Air.
Après l'expulsion des Allemands de Silésie et le remplacement de la population par des Polonais venus en majorité de l'Est devenu ukrainien, le lycée devient un établissement polonais, soumis à l'éducation « socialiste » jusqu'en 1990.
Les ruines de l'ancienne école (près de l'église Sainte-Madeleine) bombardée en 1945 sont détruites après la guerre. Le bâtiment moderne quant à lui existe toujours.